# Aer Lingus Regional
Aer Lingus Regional es una filial de Aer Lingus utilizada para vuelos regionales y de alimentación operada por Aer Arann a través de Aer Lingus. Aer Lingus Regional opera vuelos regulares de pasajeros principalmente desde Irlanda al Reino Unido además de servicios a las Islas del Canal y Francia. Sus dos bases están ubicadas en los aeropuertos de Cork y Dublín. Tiene un Certificado de Operador Aéreo bajo el Aer Lingus Group plc. aunque todos sus vuelos son operados por Emerald Airlines.

## Historia
La posible unión de fuerzas fue anunciada por primera vez el 6 de enero de 2010, cuando Aer Lingus comunicó a los medios que estaba interesada en expandir sus servicios al Reino Unido con la ayuda de Aer Arann. También se comunicó que la expansión se limitaría a Cork sin mención alguna a Dublín, y Aer Lingus anunció que los vuelos serían efectuados por Aer Arann con la que aún no se había alcanzado ningún acuerdo financiero.
El 26 de enero de 2010, fue confirmado que tanto Aer Lingus como Aer Arann habían alcanzado un nuevo acuerdo de franquiciado. Ese mismo día, fueron anunciadas las nuevas rutas desde Dublín a Doncaster-Sheffield y Durham Tees Valley, además de una nueva ruta desde Cork a Glasgow.
También se decidió que las rutas previas de Aer Arann a Cork serían transferidas en su totalidad a Aer Lingus Regional, excepto los vuelos Cork-Dublín y Cork-Belfast. Los servicios de Aer Arann a Blackpool y Cardiff desde Dublín fueron transferidos a la nueva compañía.
A través de Aer Arann y Aer Lingus cofundaron Aer Lingus Regional, Aer Arann opera todos los vuelos y lo hace con tripulaciones de vuelo de Aer Arann. Todos los aviones están pintados con la librea de Aer Lingus, y ambas compañías anticiparon que las nuevas rutas ayudarían a crecer a las dos aerolíneas.

## Destinos
La alianza con Aer Arann permite a los pasajeros de Aer Lingus adquirir sus billetes a través de aerlingus.com y todos los demás canales de venta de Aer Lingus para los nuevos servicios a/desde Dublín y Cork.
El acuerdo proporciona a los pasajeros de Aer Lingus con el incremento de servicios, en particular al Reino Unido, una gran alternativa de frecuencias en los vuelos del mercado regional del Reino Unido y mejorando la posibilidad de conexión con la red de vuelos transatlánticos de Aer Lingus.
Aer Lingus Regional está actualmente estudiando la posibilidad de lanzar nuevas rutas desde Shannon a Birmingham y Mánchester, con vistas a iniciar posteriores rutas en el Reino Unido así como rutas nacionales.
| Países      | Destinos            | Aeropuertos                                |
| ----------- | ------------------- | ------------------------------------------ |
| Irlanda     | Cork                | Aeropuerto de Cork                         |
| Irlanda     | Donegal             | Aeropuerto de Donegal                      |
| Irlanda     | Dublín              | Aeropuerto de Dublín                       |
| Isla de Man | Douglas             | Aeropuerto de la Isla de Man               |
| Jersey      | Saint Helier        | Aeropuerto de Jersey (estacional)          |
| Reino Unido | Aberdeen            | Aeropuerto de Aberdeen                     |
| Reino Unido | Birmingham          | Aeropuerto de Birmingham-West Midlands     |
| Reino Unido | Bristol             | Aeropuerto Internacional de Bristol        |
| Reino Unido | Cardiff             | Aeropuerto de Cardiff                      |
| Reino Unido | East Midlands       | Aeropuerto de East Midlands                |
| Reino Unido | Edimburgo           | Aeropuerto de Edimburgo                    |
| Reino Unido | Exeter              | Aeropuerto Internacional de Exeter         |
| Reino Unido | Glasgow             | Aeropuerto Internacional de Glasgow        |
| Reino Unido | Leeds/Bradford      | Aeropuerto Internacional de Leeds Bradford |
| Reino Unido | Liverpool           | Aeropuerto de Liverpool-John Lennon        |
| Reino Unido | Mánchester          | Aeropuerto de Mánchester                   |
| Reino Unido | Newcastle upon Tyne | Aeropuerto de Newcastle upon Tyne          |
| Reino Unido | Newquay             | Aeropuerto de Newquay Cornwall             |
| Reino Unido | Southampton         | Aeropuerto Internacional de Southampton    |

## Flota

### Flota actual
La flota de Aer Lingus Regional incluye las siguientes aeronaves: